# Mimastrella cognata
Mimastrella cognata is een kamster uit de familie Astropectinidae.
De wetenschappelijke naam van de soort werd, als Mimaster cognatus, in 1889 gepubliceerd door Percy Sladen.